# Eloy Room
Eloy Victor Room (Nimega, Países Bajos, 6 de febrero de 1989) es un futbolista curazoleño que juega de guardameta y se encuentra sin equipo tras abandonar el Círculo de Brujas.

## Trayectoria

### Vitesse
Room se unió al club Vitesse a la edad de trece años, después de haber jugado para numerosos clubes incluidos; SCE, y los rivales locales NEC Nijmegen y unión.
Después de impresionar a los equipos juveniles del Vitesse, Eloy fue ascendido al primer equipo para la campaña 2008/09. El 8 de marzo de 2009, hizo su debut en el club Vitesse en la derrota por 1-0 ante el Volendam , en sustitución del lesionado Piet Velthuizen a los 13 minutos. El 18 de abril de 2009, a Room se le dio su primera oportunidad para iniciar el juego con el Vitesse por el gerente Theo Bos en una victoria 2-1 contra el AZ. Eloy hizo su gran avance hacia el primer equipo del Vitesse en la campaña 2010/11, tras la salida de Piet Velthuizen al equipo español Hércules , que aparece treinta y tres veces en la liga a la edad de treinta y cuatro años.  Sin embargo, después de sólo un año, el exportero Piet Velthuizen se re-unió al equipo neerlandés después de luchar para adaptarse en España, por lo tanto, Room fue desplazado como 2.º portero una vez más.
El 30 de junio de 2013, se unió al Go Ahead Eagles en un préstamo durante toda la temporada, para jugar en el primer equipo. El 4 de agosto de 2013, hizo su debut con los Go Ahead Eagles en el empate 1-1 con el Utrecht. El 29 de enero de 2014, seis meses más tarde, el préstamo de Eloy en Go Ahead Eagles fue interrumpida por el Vitesse, debido a una lesión del back-up Marko Meerits. Room dejó Go Ahead Eagles después de hacer veinte aperturas de liga y dos en la Copa.
Aunque Room volvió al Vitesse, no hizo una aparición en el resto de la campaña 2013/14 debido a la impresionante forma de Velthuizen. En la campaña 2014/15, Room finalmente desplaza al portero Velthuizen después de algunas actuaciones decepcionantes. Un Room encendido  aparece en todos los treinta y cuatro partidos de liga en la campaña de 2015/16 con el Vitesse, también jugó la totalidad de la KNVB Copa y la UEFA Europa League campaña.

### PSV Eindhoven
El 16 de agosto de 2017, luego de 9 temporadas, Eloy firmó contrato con el PSV Eindhoven. Tras expirar su contrato en junio de 2019, quedó libre ya que no fue renovado.

### Columbus Crew SC
El 5 de julio de 2019 se hizo oficial su fichaje por el Columbus Crew SC para reemplazar el lugar dejado por Zack Steffen.
En julio de 2023 regresó al Vitesse Arnhem.

## Selección nacional
Eloy Room debutó a nivel internacional con la selección de fútbol de Curazao el 5 de junio de 2015 en un partido amistoso celebrado en Willemstad, Curazao vs la selección de Trinidad y Tobago.

## Estadísticas

### Clubes
Actualizado al último partido jugado el 14 de mayo de 2017.
| Vitesse Arnhem Países Bajos | 1.ª           | 2008-09       | 3   | -4   | 0  | 0   | - | -  | - | -  | 3      | -4  |
| Vitesse Arnhem Países Bajos | 1.ª           | 2009-10       | 3   | -7   | 0  | 0   | - | -  | - | -  | 3      | -7  |
| Vitesse Arnhem Países Bajos | 1.ª           | 2010-11       | 33  | -60  | 3  | -5  | - | -  | - | -  | 36     | -65 |
| Vitesse Arnhem Países Bajos | 1.ª           | 2011-12       | 2   | 0    | 1  | -1  | - | -  | - | -  | 3      | -1  |
| Vitesse Arnhem Países Bajos | 1.ª           | 2012-13       | 2   | -1   | 4  | -5  | - | -  | - | -  | 6      | -6  |
| Vitesse Arnhem Países Bajos | Total club    | Total club    | 43  | -72  | 8  | -11 | - | -  | - | -  | 51     | -83 |
| Go Ahead Eagles · Países Bajos | 1.ª           | 2013-14       | 20  | -44  | 2  | -1  | - | -  | - | -  | 22     | -45 |
| Go Ahead Eagles · Países Bajos | Total club    | Total club    | 20  | -44  | 2  | -1  | - | -  | - | -  | 22     | -45 |
| Vitesse Arnhem · Países Bajos | 1.ª           | 2013-14       | 0   | 0    | 0  | 0   | 0 | 0  | 0 | 0  | 0      | 0   |
| Vitesse Arnhem · Países Bajos | 1.ª           | 2014-15       | 23  | -24  | 3  | -5  | - | -  | 4 | -6 | NASHEI | 0   |
| Vitesse Arnhem · Países Bajos | 1.ª           | 2015-16       | 34  | -38  | 0  | 0   | 2 | -5 | - | -  | 36     | 0   |
| Vitesse Arnhem · Países Bajos | 1.ª           | 2016-17       | 33  | -36  | 5  | -4  | - | -  | - | -  | 38     | 0   |
| Vitesse Arnhem · Países Bajos | Total club    | Total club    | 90  | -98  | 8  | -9  | 2 | -5 | 4 | -6 | 104    | 0   |
| Total carrera | Total carrera | Total carrera | 153 | -214 | 18 | -21 | 2 | -5 | 4 | -6 | 177    | 0   |
| (2)Eredivisie (2008-act.). (3)Copa de los Países Bajos (2008-act.). (4)Liga Europa de la UEFA (2013-14, 2015-16). (5)Play-offs para ingresar a la UEFA Europa League. |               |               |     |      |    |     |   |    |   |    |        |     |

## Palmarés

### Campeonatos nacionales
| Título                   | Club             | País         | Año     |
| ------------------------ | ---------------- | ------------ | ------- |
| Copa de los Países Bajos | S. B. V. Vitesse | Países Bajos | 2016-17 |
| Eredivisie               | PSV Eindhoven    | Países Bajos | 2017-18 |